# Джим Ён Ким
Джим Ён Ким (англ. Jim Yong Kim; род. 8 декабря 1959[…], Сеул) — американский врач корейского происхождения, президент Всемирного банка (2012—2019). 17-й президент Дартмутского колледжа (2009—2012). Стал первым американцем азиатского происхождения возглавившим университет, входящий в Лигу Плюща. Один из основателей и исполнительный директор неправительственной организации Партнёры по здоровью.
23 марта 2012 года президент США Барак Обама выдвинул кандидатуру Кима на пост главы Всемирного банка. 13 апреля 2012 года министр финансов РФ Антон Силуанов заявил о том, что Россия поддержит кандидатуру Кима. 16 апреля Совет директоров выбрал Джим Ён Кима на пост главы организации, он проработал в должности с 1 июля 2012 по март—апрель 2019 года.

## Биография

### Детство и образование
Джим Ен Ким родился 8 декабря 1959 года в Сеуле, Республика Корея. Семья Кима переехала в США, когда ему было пять лет, и его детство прошло в городе Маскатине (Muscatine, штат Айова). Отмечалось, что отец Кима преподавал стоматологию в университете Айовы (University of Iowa), а мать, изучавшая философию в Теологической семинарии Юнион (Union Theological Seminary, Нью Йорк), в том же университете получила степень доктора философии (Ph.D.). Во время учёбы в средней школе Маскатина (Muscatine High School) Ким проявил себя как активист: он был президентом класса, являлся членом школьных сборных по американскому футболу и баскетболу, а также играл в гольф.
После окончания школы Ким начал учиться в университете Айовы, но через год перевелся в Брауновский университет (Университет Брауна, Brown University), расположенный в городе Провиденс, столице штата Род-Айленд. В 1982 году Ким с отличием (magna cum laude) окончил бакалавриат этого вуза и продолжил обучаться медицине и антропологии на кафедре глобального здравоохранения и социальной медицины (Department of Global Health and Social Medicine) Гарвардской медицинской школы (Harvard Medical School, город Кембридж, штат Массачусетс).
Ким вспоминал в интервью, что, будучи студентом, он «разрывался» между тем, чтобы суметь оправдать ожидания отца, желавшего, чтобы его сын стал врачом, и собственной «страстью к социальной справедливости», которую привила ему мать. После того, как Ким поработал в клинике, расположенной в китайском квартале Манхэттена, он понял, что может посвятить себя тому и другому одновременно. В 1987 году он стал одним из основателей некоммерческой организации «Партнеры по здоровью» (Partners in Health, PIH), задачей которой стала помощь в обеспечении медицинской помощью граждан развивающихся стран, живущих в нищете.
В 1991 году Ким получил степень магистра Гарвардской медицинской школы, а в 1993 году — степень доктора философии (Ph.D.) в области антропологии на кафедре антропологии Гарвардского университета (Harvard University, Department of Anthropology).

### Карьера в области охраны здоровья
В том же году Ким занял должность исполнительного директора «Партнеров по здоровью» (занимал её до 2003 года). Особо отмечалась его работа в Перу (в 1995—2003 годах Ким являлся директором-основателем местного подразделения PIH — Socios En Salud). Врач приезжал в Перу каждый месяц, работал в пригороде Лимы, помогая готовить программу лечения населения от устойчивого к традиционным препаратам (multidrug-resistant tuberculosis) туберкулеза, а также занимался поставками доступных по цене медикаментов. Разработанная Кимом вместе с другими специалистами «Партнеров по здоровью» методика борьбы с туберкулезом в Перу, которую в прессе называли «неортодоксальной», впоследствии при поддержке Всемирной организации здравоохранения (ВОЗ, World Health Organization) получила распространение и, как сообщали в прессе в 2011 году, применялась более чем в 40 странах мира (в число стран, где работали специалисты PIH, по данным на 2011 год, входила и Россия). Кроме того, в 1996—2009 годах Ким продолжал работать в Гарварде, являясь сначала соруководителем, а затем и руководителем осуществлявшейся вместе с «Партнерами по здоровью» программы по инфекционным заболеваниям и социальным изменениям (Program in Infectious Disease and Social Change) Гарвардской медицинской школы.
В 2003—2004 годах Ким являлся советником генерального директора Всемирной организации здравоохранения. С марта 2004 года по декабрь 2005 года (по другим данным, по 2006 год) он работал главой департамента ВОЗ, занимавшегося ВИЧ/СПИД (HIV/AIDS department). В этой должности Ким помогал больным СПИДом в развивающихся странах Азии и Африки. В частности, врач работал над программой ВОЗ «3 за 5», целью которой было улучшение обеспечения больных СПИДом медикаментами (к концу 2005 года планировалось увеличить число получающих лекарства до 3 миллионов). Летом 2005 года Ким как представитель ВОЗ сообщал, что план выполнить не удаётся: на тот момент из больных СПИДом жителей развивающихся стран лекарства получал лишь миллион человек, хотя, подчеркивал он, в Африке число больных, обеспеченных препаратами от СПИДа, выросло восьмикратно.

### Работа в области образования
В 2005 году Ким вернулся в Гарвард. В 2005—2009 годах (по другим данным, с 2006 года) он являлся профессором и директором Центра по вопросам здравоохранения и прав человека имени Франсуа-Ксавье Банью (Francois-Xavier Bagnoud Center for Health and Human Rights) Гарвардской школы общественного здравоохранения (Harvard School of Public Health). С 2006 по 2009 год Ким был заведующим кафедрой социальной медицины Гарвардской медицинской школы, в ней же преподавал медицину и социальную медицину, а в Гарвардской школе общественного здравоохранения вел занятия, посвященные правам человека. В тот же период Ким возглавлял отделение в главной учебной клинике Гарварда — женской больнице Бригхэма (Brigham and Women’s Hospital). Кроме того, в 2008—2009 годах он входил в число членов комитета Гарвардской медицинской школы по стратегическому планированию (Strategic Planning Steering Committee).
В марте 2009 года Ким был избран 17-м президентом Дартмутского колледжа (Dartmouth College, Гановер, штат Нью-Гэмпшир). С 1 июля он вступил в должность. В СМИ особо отмечалось, что Ким стал первым американцем азиатского происхождения, возглавившим университет, входящий в американскую Лигу плюща — ассоциацию восьми престижных американских университетов, том числе числе — Гарвардского и Йельского (Yale University).
Ким использовал ресурсы Дартмутского колледжа для того, чтобы помочь жителям Гаити после опустошительного землетрясения января 2010 года. Студенты и их родные, выпускники и сотрудники, а также жители местности, где расположен колледж собрали 40 тонн медикаментов и 1,5 миллиона долларов на помощь пострадавшим на Гаити; для студентов с Гаити при обучении в колледже были созданы особые условия.
Весной 2010 года Ким объявил о создании Дартмутского научного центра здравоохранения (Dartmouth Center for Health Care Delivery Science), целью работы которого называлось улучшение качества, эффективности и снижение стоимости медицинской помощи путём организации специальных научных исследований, междисциплинарного взаимодействия между учеными, решения образовательных задач.

### Во главе Всемирного банка
23 марта 2012 года американский президент Барак Обама выдвинул Кима кандидатом от США на пост главы Всемирного банка (World Bank) международной финансовой организации, созданной с целью оказания финансовой и технической помощи развивающимся странам. Другими кандидатами должность руководителя банка выступили министр финансов Нигерии Нгози Оконджо-Ивеала (Ngozi Okonjo-Iweala) и бывший министр финансов Колумбии Хосе Антонио Окампо (Jose Antonio Ocampo, в начале апреля отказался от участия в конкурсе в пользу Оконджо-Ивеалы)..
16 апреля 2012 года кандидатура Кима на должность президента Всемирного банка была утверждена большинством голосов совета директоров банка; 1 июля 2012 года он вступил в должность, сменив предыдущего руководителя Роберта Зеллика. Всемирный банк всегда возглавляли кандидаты от США, отмечали СМИ, однако Ким стал первым врачом (ранее на эту должность избирались выходцы из правительства или финансовой сферы) и первым американцем азиатского происхождения на посту главы этой организации.

## Публикации, награды, хобби
В 2003 году Ким получил стипендию Макартура, которую называют также «грантом для гениев» (присуждается независимым американским фондом Джона и Кэтрин Мак-Артур (The John D. and Catherine T. MacArthur Foundation) за достижения в различных областях деятельности). В 2004 году Ким был избран членом Института медицины Национальной академии наук США (Institute of Medicine, National Academy of Sciences). В 2006 году журнал Time признал врача одним из ста самых влиятельных людей мира. В 2009 году Брауновский университет наградил Кима почетной степенью. В октябре 2010 года он стал членом Американской академии искусств и наук (American Academy of Arts and Sciences).
У Кима много публикаций в научных журналах, таких, как New England Journal of Medicine, Lancet, и Science. Он стал одним из авторов вышедшей в 2002 году книги «Смерть во имя роста: глобальное неравенство и здоровье бедных слоев населения» (Dying for Growth: Global Inequality and the Health of the Poor).
Джим Ен Кин занимается различными видами спорта, в том числе волейболом, баскетболом, теннисом и гольфом. Он женат на педиатре Юнсук Лим (Younsook Lim), у супругов двое сыновей; по данным на 2009 год, старшему из них было 8 лет, второй сын родился в 2009 году.